# 国防部情报学校
国防部情报学校是中华民国国防部二厅在1947年至1949年设立的军事学校。后沿革为“军官外语学校”。

## 历史
1946年11月成立国防部情报军官训练班。教务主任汪子清（侯腾的妹夫）为实际负责人。
1947年7月情报军官训练班扩大为国防部情报学校，执行美式情报训练。教材与教学器材由美国顾问团提供。
- 校长：二厅厅长侯腾兼任[1]
- 教育长沈蕴存并主持校务
- 教务处处长汪子清/杨庆杰
- 总务处处长汪启超/袁汉卿
- 情报班：班主任汪子清兼。共办4期。每期1个半月，约30余人。
- 反情报班：班主任刘鹤年/游宙儒。共办2期。每期2个月，约70人。
- 高级情报班：班主任沈蕴存兼。共办2期。每期1个月，约40人。学员是调训各单位2处处长、科长。
- 电讯班：班主任汪子清兼。办1期。1个半月，约30人。